# Calendrier (Apple)
Pour les articles homonymes, voir Calendrier (homonymie) et iCal (homonymie).
 (septembre 2012).
Si vous disposez d'ouvrages ou d'articles de référence ou si vous connaissez des sites web de qualité traitant du thème abordé ici, merci de compléter l'article en donnant les références utiles à sa vérifiabilité et en les liant à la section « Notes et références ».
Calendrier est un logiciel de gestion de calendrier, développé par la société Apple, et intégré au système d'exploitation macOS. Avant OS X 10.8 (Mountain Lion), l'application était nommée « iCal ». Le terme iCal est aussi utilisé comme l'abréviation du nom du format de Microsoft iCalendar, qui est devenu au fil du temps un standard de fait. Le logiciel d'Apple se base sur ce format pour échanger des données planifiées, comme nombre d'entre eux.
En plus de permettre de noter ses rendez-vous, il gère la planification de tâches sur l'ordinateur, permettant par exemple d'ouvrir tel fichier ou URL à une heure définie.
Il est possible de synchroniser avec un téléphone mobile ou un assistant personnel sous Palm OS, mais il reste cependant difficile de synchroniser son calendrier avec un appareil qui ne soit pas vendu par Apple.
Calendrier est également disponible sur les systèmes d'exploitation iOS, iPadOS et watchOS. 
iOS 5 ajoute la vue annuelle sur la version iPad de Calendrier. Celle-ci est similaire à la vue annuelle de OS X 10.7 (Lion).
Avec watchOS 9, il est possible de créer un événement directement depuis l'application sur Apple Watch sans passer par Siri.

## Logiciels degroupwarecompatibles
Calendrier peut se connecter aux serveurs implémentant le standard CalDAV, de façon à permettre le travail en groupe (groupware) :
- Apple Calendar Server ;
- ContactOffice ;
- IceWarp ;
- SOGo ;
- Mailfence ;
- Zimbra.